# Natação nos Jogos Pan-Americanos de 2015 - 100 m borboleta masculino
As competições dos 100 metros borboleta masculino da natação nos Jogos Pan-Americanos de 2015 foram realizadas em 16 de julho no Centro Aquático CIBC Pan e Parapan-Americano, em Toronto.

## Calendário
Horário local (UTC-4).
| Data        | Horário | Fase          |
| ----------- | ------- | ------------- |
| 16 de julho | 10:56   | Eliminatórias |
| 16 de julho | 20:13   | Final B       |
| 16 de julho | 20:18   | Final A       |

## Medalhistas
| Ouro   | USA Giles Smith      |
| Prata  | ARG Santiago Grassi  |
| Bronze | CAN Santo Condorelli |

## Recordes
Antes desta competição, os recordes mundiais e pan-americanos da prova eram os seguintes:
| Tipo                             | Atleta              | Tempo | Local          | Data                |
| -------------------------------- | ------------------- | ----- | -------------- | ------------------- |
|                                  | USA Michael Phelps  | 49s82 | Roma           | 1 de agosto de 2009 |
| Recorde dos Jogos Pan-Americanos | BRA Kaio de Almeida | 52s05 | Rio de Janeiro | 18 de julho de 2007 |

## Resultados

### Eliminatórias
A eliminatória foi realizada em 16 de julho. 
| Pos. | Bateria | Raia | Nadador                | Nacionalidade         | Tempo   | Nota |
| ---- | ------- | ---- | ---------------------- | --------------------- | ------- | ---- |
| 1    | 3       | 4    | Giles Smith            | USA Estados Unidos    | 52.13   | QA   |
| 2    | 3       | 3    | Mauricio Fiol          | PER Peru              | 52.25   | QA   |
| 3    | 2       | 5    | Santiago Grassi        | ARG Argentina         | 52.34   | QA   |
| 4    | 2       | 2    | Long Yuan Gutierrez    | MEX México            | 52.57   | QA   |
| 5    | 1       | 5    | Albert Subirats        | VEN Venezuela         | 52.60   | QA   |
| 6    | 3       | 5    | Santo Condorelli       | CAN Canadá            | 52.67   | QA   |
| 7    | 1       | 4    | Arthur Mendes          | BRA Brasil            | 52.85   | QA   |
| 8    | 2       | 3    | Eugene Godsoe          | USA Estados Unidos    | 52.89   | QA   |
| 9    | 3       | 6    | Luiz Martínez          | GUA Guatemala         | 52.90   | QB   |
| 10   | 1       | 3    | Coleman Allen          | CAN Canadá            | 53.23   | QB   |
| 11   | 1       | 6    | Ben Hockin             | PAR Paraguai          | 53.63   | QB   |
| 12   | 2       | 6    | Marcos Barale          | ARG Argentina         | 53.73   | QB   |
| 13   | 3       | 7    | Dylan Carter           | TTO Trinidad e Tobago | 53.89   | QB   |
| 14   | 3       | 2    | Esnaider Reales        | COL Colômbia          | 54.42   | QB   |
| 15   | 1       | 2    | Andrew Torres          | PUR Porto Rico        | 54.69   | QB   |
| 16   | 2       | 7    | Allan Gutiérrez Castro | HON Honduras          | 55.52   | QB   |
| 17   | 1       | 7    | Aldo Castillo Sulca    | BOL Bolívia           | 57.25   |      |
| 18   | 2       | 4    | Thiago Pereira         | BRA Brasil            | 99.99 ! | DNS  |

### Final B
A final B foi realizada em 16 de julho. 
| Pos. | Raia | Nadador                | Nacionalidade  | Tempo | Notas |
| ---- | ---- | ---------------------- | -------------- | ----- | ----- |
| 9    | 5    | Ben Hockin             | PAR Paraguai   | 53.45 |       |
| 10   | 4    | Coleman Allen          | CAN Canadá     | 53.46 |       |
| 11   | 3    | Marcos Barale          | ARG Argentina  | 53.47 |       |
| 12   | 6    | Esnaider Reales        | COL Colômbia   | 54.03 |       |
| 13   | 2    | Andrew Torres          | PUR Porto Rico | 54.77 |       |
| 14   | 7    | Allan Gutiérrez Castro | HON Honduras   | 55.21 |       |
| 15   | 1    | Aldo Castillo Sulca    | BOL Bolívia    | 56.97 |       |

### Final A
A final A foi realizada em 16 de julho. 
| Pos.              | Raia | Nadador             | Nacionalidade      | Tempo | Notas                            |
| ----------------- | ---- | ------------------- | ------------------ | ----- | -------------------------------- |
| Medalha de ouro   | 4    | Giles Smith         | USA Estados Unidos | 52.04 | Recorde dos Jogos Pan-Americanos |
| Medalha de prata  | 5    | Santiago Grassi     | ARG Argentina      | 52.09 | Recorde nacional                 |
| Medalha de bronze | 2    | Santo Condorelli    | CAN Canadá         | 52.42 |                                  |
| 4                 | 6    | Albert Subirats     | VEN Venezuela      | 52.52 |                                  |
| 5                 | 3    | Long Yuan Gutierrez | MEX México         | 52.58 |                                  |
| 6                 | 1    | Eugene Godsoe       | USA Estados Unidos | 52.66 |                                  |
| 7                 | 7    | Arthur Mendes       | BRA Brasil         | 52.73 |                                  |
| 8                 | 8    | Luiz Martínez       | GUA Guatemala      | 52.75 |                                  |

- O nadador peruano Mauricio Fiol foi suspenso da competição por uso da substancia estanozolol [5]

Legenda
| Recorde mundial                  | Recorde mundial (World record)               |                       | Recorde africano                      | Recorde africano (African) |                                           | Q | Classificado por posição (Qualified) |
| Recorde dos Jogos Pan-Americanos | Recorde pan-americano (Pan-American record)  | Recorde da América    | Recorde da América (Americas)         | q                          | Classificado por melhor tempo (Qualified) |   |                                      |
| Melhor marca do ano              | Melhor marca do ano (World leading)          | Recorde asiático      | Recorde asiático (Asian)              | DNS                        | Não largou (Did not start)                |   |                                      |
| Recorde nacional                 | Recorde nacional (National record)           | Recorde europeu       | Recorde europeu (European)            | DNF                        | Não terminou (Did not finish)             |   |                                      |
| Recorde pessoal                  | Recorde pessoal do atleta (Personal best)    | Recorde da Oceania    | Recorde da Oceania (Oceania)          | DSQ / DQ                   | Desclassificado (Disqualified)            |   |                                      |
| Recorde da temporada             | Recorde da temporada do atleta (Season best) | Recorde sul-americano | Recorde sul-americano (South America) | NM                         | Sem marca (No mark)                       |   |                                      |